# G. Ērenpreis cykelfabrik

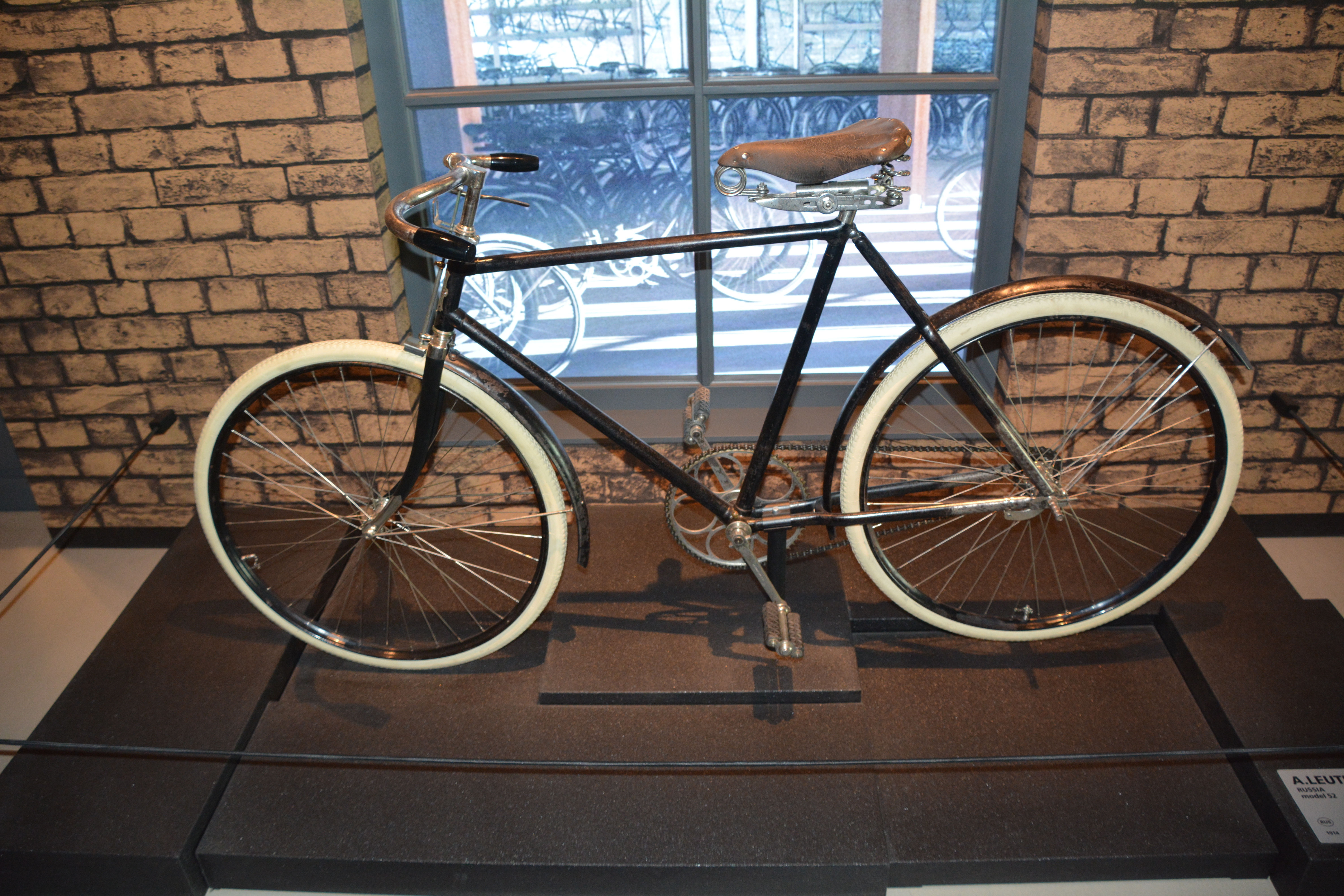
Ehrenpreisracercykel

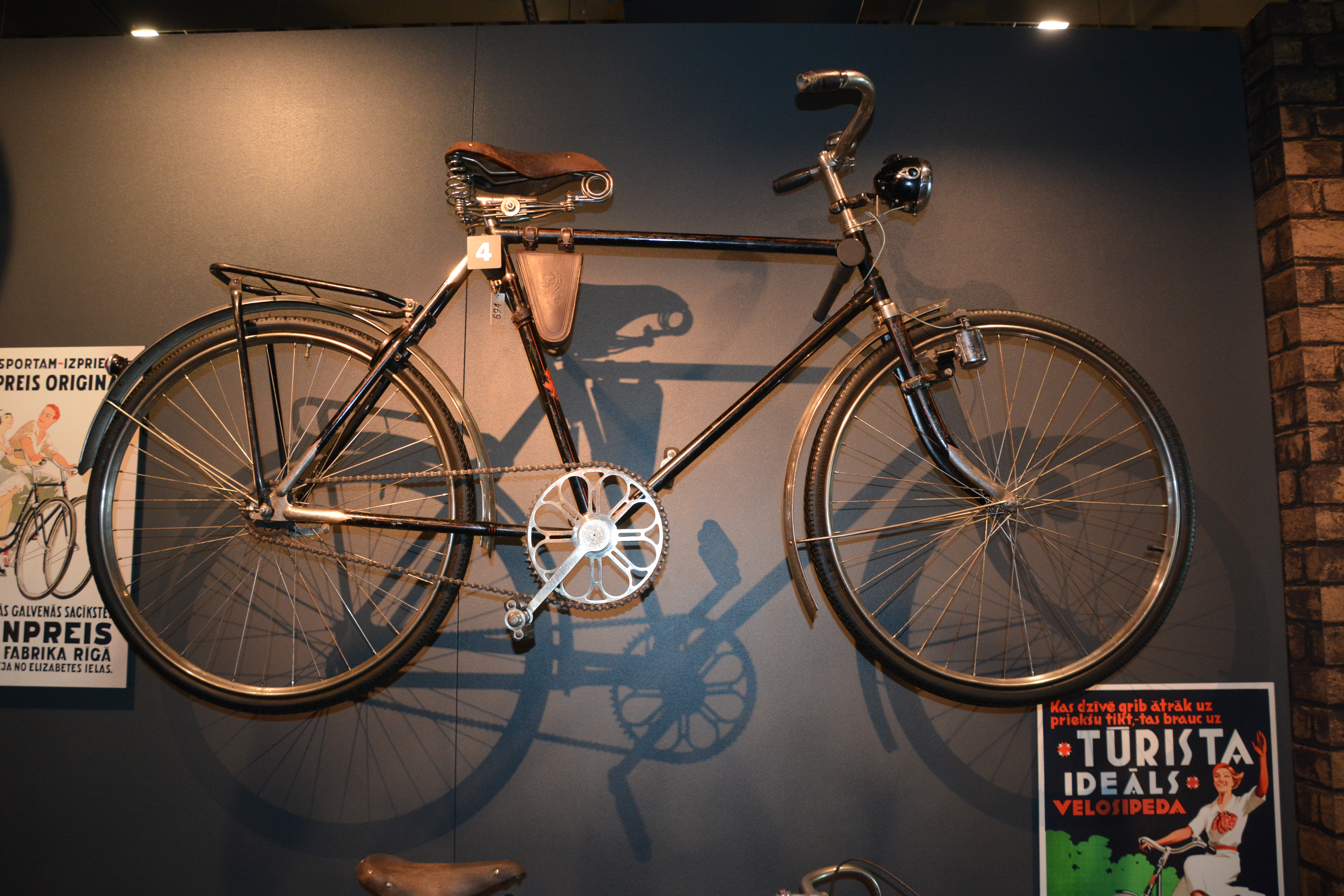
Ehrenpreiscykel 1935

Gustavs Ērenpreis cykelfabrik (lettiska: Gustavs Ērenpreis velosipēdu fabrika) var en tillverkare av cyklar i Riga i Lettland. Företaget grundades 1927 och fortsatte som privatägt företag till 1942. Det blev under mellankrigstiden den största cykelfabriken i de baltiska staterna.
Gustavs Ērenpreis cykelfabrik grundades av Gustavs Ērenpreis (1891–1956). Han hade 1907 börjat arbeta på Eduards Bērziņš cykelverkstad  i Riga, som gjorde cyklar samt reparerade och sålde motorcyklar från brittiska Triumph Engineering Co och Douglas Engineering Co
i de baltiska länderna. Under första världskriget evakuerades verkstaden till Charkov i det som nu är Ukraina.
Efter första världskriget, 1921, grundade Gustavs Ērenpreis en egen verkstad, där han började med att reparera och sälja övergivna militärfordon. Han fortsatte med att i "G. Ērenpreis motorcykel- och cykelverkstad" tillverka cyklar under varumärket "Baltija". År 1924 flyttade Ērenpreis verkstad in i tidigare Alexander Leutner & Co:s lokaler på Brīvības iela i Riga. 
År 1926 bildade Gustavs Ērenpreis och hans partners ett aktiebolag med namnet Omega, men denna organisation lades ned samma år. År 1927 grundade han G. Ērenpreis cykelfabrik. År 1931 började företaget bygga en ny fabrik på Brīvības iela, som ritades av Aleksandrs Klinklāvs. År 1937 hade företaget blivit den största cykelfabrikanten i de baltiska staterna. Under slutet av 1930-talet tillverkades omkring 40.000 cyklar per år. 
Företaget nationaliserades av Sovjetunionen 1942 och omdöptes till Rīgas Velosipēdu rūpnīca "Sarkanā Zvaigzne" ("Rigas cykelfabrik Röda stjärnan"). Cykelproduktionen  fortsatte till 1963, då företaget bytte produktionsinriktning till att göra enbart mopeder.
Fabriksbyggnaden har klassats som industriellt minnesmärke.
År 2012 återupplivades varumärket av Toms Ērenpreiss, som är brorsons sonson till Gustavs Ērenpreis. Denne tillverkar cyklar i företaget Ērenpreiss velosipēdu darbnīca i Riga.